# Aleksej Uskov
Aleksej Vasil'evič Uskov (in russo Алексей Васильевич Усков?; Mosca, 12 dicembre 1962) è un ex calciatore ed ex giocatore di calcio a 5 russo.

## Caratteristiche tecniche
Dotato di una buona forza fisica e resistenza, Uskov era un difensore centrale abile nella lettura del gioco e nei duelli aerei che contribuiva alla costruzione del gioco a partire dalla retroguardia. La sua esperienza nel calcio a 5 gli conferiva una discreta capacità di gestione le situazioni di gioco rapido.

## Carriera
Uskov ha iniziato la sua carriera calcistica nel Metallurg Aldan, con cui ha giocato dal 1981 al 1983. Successivamente, ha militato in diverse squadre, tra cui l'Avangard Kursk, l'Arsenal Tula e l'Iskra Smolensk. Inoltre, ha disputato il FIFA Futsal World Championship 1996 di cui la nazionale russa di calcio a 5 ha conquistato la medaglia di bronzo. La sua carriera si è conclusa nel 1993, ma dopo il ritiro è rimasto nel mondo dello sport, principalmente come allenatore e consulente.